# Clairy-Saulchoix
Clairy-Saulchoix település Franciaországban, Somme megyében. Lakosainak száma 382 fő (2022. január 1.). Clairy-Saulchoix Creuse, Guignemicourt, Pissy, Revelles, Saleux és Vers-sur-Selle községekkel határos.

## Népesség
A település népességének változása:
| Lakosok száma | 379  | 369  | 378  | 370  | 374  | 378  | 379  | 381  | 382  |
|               | 2013 | 2015 | 2016 | 2017 | 2018 | 2019 | 2020 | 2021 | 2022 |